# Pyura robusta
Pyura robusta är en sjöpungsart som beskrevs av Hartmeyer 1922. Pyura robusta ingår i släktet Pyura och familjen lädermantlade sjöpungar. Inga underarter finns listade i Catalogue of Life.